# هاري سميث
هاري سميث (بالإنجليزية: Harry Smith)‏  (و. 1873 – 1928 م) هو سياسي، من كندا، توفي عن عمر يناهز 55 عاماً.

## مناصب
تولى منصب Member of the Edmonton City Council ‏ (9 ديسمبر 1912–14 ديسمبر 1914).

## التعليم
تعلم في كلية الثالوث ‏، وجامعة تورنتو.